# 阿史那薄布
阿史那薄布（？—641年），西突厥可汗，又作毕贺咄叶护。
薄布是阿史那同俄之侄，其弟伽那设之子，封为薄布特勤。638年，东突厥始毕可汗之子欲谷设自立为乙毗咄陆可汗，与同俄以伊列河（今伊犁河）为界，乙毗咄陆可汗治西部（南庭），咥利失可汗阿史那同俄治东部（北庭）。639年，同俄之臣俟利发吐屯勾结欲谷设，欲谷设东侵，阿史那同俄西逃拔汗那（今中亚费尔干纳盆地），在那里死亡。640年，弩失毕部立薄布特勤为乙毗沙钵罗叶护可汗。
由于同俄和薄布西逃，北庭被欲谷设占据，乙毗沙钵罗叶护可汗建牙于睢合水北，称南庭。其辖境东以伊列河为界。管理中亚和今新疆广大农业地区，龟兹、焉耆、鄯善、且末、吐火罗、石国、史国、何国、穆国、康国等皆受其节度。他屡次向唐朝遣使朝贡。641年秋七月，唐太宗命左领军将军张大师往授玺书，册立他为可汗，并赐给鼓纛。北庭的乙毗咄陆可汗兵力渐强，西域诸国纷纷归附。不久，乙毗沙钵罗叶护可汗被乙毗咄陆联合石国吐屯杀死。

## 延伸阅读
[在维基数据编辑]
 《舊唐書·卷194下》，出自刘昫《舊唐書》